# Jamel Debbouze
Jamel Debbouze (Parijs, 18 juni 1975) is een Frans filmproducent, acteur, komiek en stand-upcomedian. Hij kreeg in Nederland en Vlaanderen bekendheid met de rol van Lucien in de film Le Fabuleux Destin d'Amélie Poulain en als Tekenis in Asterix & Obelix: missie Cleopatra.

## Levensloop

### Jeugd
Jamel Debbouze is geboren op 18 juni 1975 in het 10e arrondissement van Parijs. Debbouzes ouders komen uit Taza in het noorden van Marokko. In 1976 verhuizen ze naar Marokko, om vervolgens in 1979 terug te keren naar Frankrijk. Jamel bracht daarna zijn jeugd door in de Parijse voorstad Trappes, samen met zijn jongere broers en zussen Mohamed, Hayat, Karim, Rachid en Nawel Debbouze.
Jamel verloor op 15-jarige leeftijd de functie in zijn rechterarm tijdens het spelen bij een spoorweg. Zijn kameraad kwam om tijdens het treinongeluk. Omdat Jamel zijn arm niet meer kan bewegen, stopt hij zijn hand altijd in zijn broekzak.

### Beginjaren
Opgemerkt door zijn latere mentor Alain Degois, maakte Jamel zijn eerste voorstellingen voor een publiek en bereikte zelfs de finale van de Franse Improvisatie Liga, improvisatietheater in nationale wedstrijdsvorm.
In 1995 werd Debbouze benaderd door de bazen van Radio Nova. Hij maakte formeel zijn debuut op Radio Nova met de sketches "De Cinéma van Jamel", vlak voor de show van de populaire diskjockey Cut Killer begint.

### Televisie
Debbouze maakte zijn televisiedebuut rond 1997 in een programma dat mede gemaakt werd door Radio Nova op de commerciële televisiezender Paris Première. In 1998 lanceerde hij "De Cinéma van Jamel" in televisieformaat op de televisiezender Canal+. Niet veel later kreeg Debbouze landelijke bekendheid in de rol van Jamel Driddi in de komedieserie H, een sitcom en parodie op de ziekenhuisseries.

### Muziek
Hoewel Jamel Debbouze geen muzikale ambities lijkt te ambiëren, duikt hij wel meerdere keren op in het Franse muzieklandschap. Debbouze verscheen in de videoclip van de rapper Dadoo met het nummer Les sales gosses, waar ook een aantal kameraden aan zijn zijde verscheen, waaronder het komische duo Éric en Ramzy en de rapper Joey Starr. Ook verscheen hij in de videoclip Tomber la chemise van de groep Zebda, wat in 2000 ook in Nederland en België goed scoorde in de hitlijsten en waarvan de clip veelvoudig op de televisiezenders te zien was.
In 2002 maakte Jamel samen met de Amerikaanse rapper Snoop Dogg het nummer Mission Cleopatra, afkomstig van de soundtrack van de film Asterix & Obelix: missie Cleopatra. Het nummer bleef 23 weken in de Franse hitlijsten, en behaalde een achtste positie. In 2009 had Debbouze een bijdrage op Célébration, een nummer van de rapgroep 113 met de zangeres Awa Imani. Het werd het zomerhit in Frankrijk en belandde op diverse compilatiealbums.

#### Discografie
| Single met hitnotering(en) in de Vlaamse Ultratop 50 | Datum van verschijnen | Datum van binnenkomst | Hoogste positie | Aantal weken | Opmerkingen          |
| ---------------------------------------------------- | --------------------- | --------------------- | --------------- | ------------ | -------------------- |
| Mission Cleopatra                                    | 20-04-2002            | -                     | -               | -            | Met Snoop Dogg       |
| Célébration                                          | 06-07-2009            | -                     | -               | -            | Met 113 en Awa Imani |

## Privéleven
Hij trouwde in 2008 met de journaliste en nieuwslezeres Mélissa Theuriau, met wie hij twee kinderen kreeg.

## Trivia
- Op 25 juni 2004 droeg hij de Olympische vlam in Parijs.

- Biblioteca Nacional de España: XX4936016
- Bibliothèque nationale de France: cb14021335v (data)
- Catàleg d'autoritats de noms i títols de Catalunya: 981058511375306706
- Gemeinsame Normdatei: 13404844X
- International Standard Name Identifier: 0000 0001 2133 2205
- Library of Congress Control Number: no2003054742
- MusicBrainz: 0fe685a9-c5c0-4529-ab81-11dce82bbb87
- Nationale Bibliotheek van Tsjechië: pna2007397436
- Nationale Bibliotheek van Israël: 987007315327905171
- Nederlandse Thesaurus van Auteursnamen: 203395859
- SNAC: w669808d
- Système universitaire de documentation: 081258011
- Virtual International Authority File: 52894808
- WorldCat: E39PBJxRHqBPHBRdTDmQcJ3qQq